# Nära mej, nära dej
Nära mej, nära dej – trzeci album studyjny szwedzkiej piosenkarki Sanny Nielsen, wydany 15 lutego 2006 przez wytwórnię Lionheart International.
Płyta była notowana na 12. miejscu na oficjalnej szwedzkiej liście sprzedaży. Wydawnictwo promowały 2 single: „Vägen hem” i „Rör vid min själ”.

## Lista utworów
| Nr  | Tytuł                           | Autorzy                                             | Czas  |
| --- | ------------------------------- | --------------------------------------------------- | ----- |
| 1.  | „Rör vid min själ”              | Åsa Jinder, Rolf Løvland, Carl Utbult, Stefan Åberg | 4:04  |
| 2.  | „Nära mej”                      | Stefan Åberg, Carl Utbult                           | 3:52  |
| 3.  | „Vägen hem”                     | Fredrik Kempe, Bobby Ljunggren, Henrik Wikström     | 3:14  |
| 4.  | „Mitt drömda land”              | Bert Månson, Stefan Nilsson                         | 3:36  |
| 5.  | „Koppången”                     | Py Bäckman, Pereric Moraeus                         | 3:17  |
| 6.  | „En okänd värld”                | Bobby Ljunggren, Bert Månson, Marcos Ubeda          | 3:05  |
| 7.  | „Där mitt hjärta för evigt bor” | Johan Fransson, Tim Larsson, Tobias Lundgren        | 2:57  |
| 8.  | „Jag är”                        | Bert Månson, Stefan Nilsson                         | 3:19  |
| 9.  | „I natt”                        | Bert Månson, Marcos Ubeda                           | 3:09  |
| 10. | „Om du var min”                 | Lotta Ahlin, Anders Dannvik, Winston Sela           | 3:52  |
| 11. | „Allt som du är”                | Py Bäckman, Marcos Ubeda                            | 3:38  |
| 12. | „Härifrån till evigheten”       | Fredrik Kempe                                       | 3:35  |
| 13. | „I morgonens ljus”              | Bert Månson                                         | 3:31  |
|     |                                 | Całkowita długość:                                  | 45:09 |

## Notowania

### Pozycja na liście sprzedaży
| Kraj    | Lista sprzedaży (2006) | Najwyższa pozycja |
| ------- | ---------------------- | ----------------- |
| Szwecja | Sverigetopplistan      | 12                |